# Girls/Memphis Bells
Girls/Memphis Bells је петнаести сингл британског бенда The Prodigy који се појавио у облику 12" винил плоче 21. јуна 2004. године у веома ограниченом тиражу а  "Memphis Bells" 28. јуна као дигитални даунлоуд. То је био први сингл са албума Always Outnumbered, Never Outgunned.
"Memphis Bells" је био ексклузивно доступан на Интернету као дигитални даунлоуд на сајту http://www.alwaysoutnumbered.com у ограниченом издању од 5.000 копија, од којих је свака била јединствена комбинација песама и изгледа омота.

## Списак песама

### XL recordings 12" винил плоча
A1. Girls (4:06)
A2. Memphis Bells (4:28)